# Улица Антона Валека
Аллея шифровальщиков Урала
Улица Антона Валека (до 1919 года — Больша́я Съе́зжая улица) — улица в жилом районе «Центральный» (Верх-Исетский административный район) Екатеринбурга. Названа в честь революционера А. Я. Валека.

## Расположение и благоустройство
Улица проходит с востока на запад параллельно проспекту Ленина. Начинается от пересечения с улицей 8 Марта (в районе её начала, недалеко от Октябрьской площади), сразу после начала поворачивает на юго-запад, после пересечения с улицей Вайнера идёт в западном направлении и заканчивается у улицы Шейнкмана. Пересекается с улицей Маршала Жукова. Слева на улицу выходят улицы Володарского, Урицкого, Вайнера, Сакко и Ванцетти, справа улица Февральской Революции.
Протяжённость улицы составляет около 600 метров. Ширина проезжей части — около 8 м (по одной полосе в каждую сторону движения). На протяжении улицы имеется один светофор (на пересечении с ул. Маршала Жукова) и один нерегулируемый пешеходный переход (на углу с улицей Вайнера). С обеих сторон улица оборудована тротуарами (не на всём протяжении) и уличным освещением. Нумерация домов начинается от улицы 8 Марта.
На данный момент огромная площадь улицы перекрыта из-за строительства ЖК на Октябрьской площади, относящийся к данной улице.

## Происхождение и история названий
Использование улицы в качестве главной дороги (спуска) к Городскому пруду для набора воды водовозами обусловило её название — Большая Съезжая, закреплённое на плане Е. И. Короткова в 1880 году. Своё современное название улица получила в 1919 году в честь революционера А. Я. Валека.

## История
Большая Съезжая улица начала застраиваться в 1730-е годы как одна из улиц Верхней Ссыльной слободы, расположенной за северными городскими воротами на правобережном берегу Городского пруда, формирование улицы шло на том участке, где ранее находились северная и северо-западная части крепостной стены.
Согласно результатам городской переписи 1887 года на Большой Съезжей улице имелось всего 6 усадеб (не учитывая угловых зданий с адресами по другим улицам), большинство из которых были каменными или полукаменными. Начиналась улица на берегу Городского пруда от дома главного горного начальника, территория усадьбы которого занимала весь первый квартал нечётной стороны улицы.
На усадьбе № 14 с каменным трёхэтажным домом жила вдова чиновника А. М. Галкина, у которой в конце XIX века снимал квартиру В. А. Старцев, один из нескольких городских мастеров «рельефного искусства», родственник художника-камнереза А. К. Денисова-Уральского. В полукаменном двухэтажном доме (№ 16), принадлежавшем купцу А. А. Дмитриеву, находился модный магазин. Челябинскому купцу С. И. Титову принадлежал каменный одноэтажный дом № 18, в котором была сапожная мастерская М. А. Токманцева.
Владельцем деревянного двухэтажного дома № 26 был купец В. Я. Атаманов. В этом доме на рубеже 1890-х — 1900-х гг. снимал квартиру преподаватель гимназии, учёный секретарь Уральского общества любителей естествознания (УОЛЕ) О. Е. Клер. Атаманов владел поблизости ещё одним домом, в начале Успенской улицы, в котором он держал гостиницу.
С началом XX века состав домовладельцев улицы почти не претерпел изменений.
До начала 1930-х годов улица спускалась к набережной Городского пруда, затем на пересечении с улицей 8 Марта была перестроена. Северная сторона современной улицы Антона Валека застроена жилыми домами, а южная — административными. Боковыми фасадами на улицу выходят здания Уралпромстройбанка (Маршала Жукова, 5) и Екатеринбургского театрального института (Вайнера, 2) — бывшая женская прогимназия Румянцевой.

## Примечательные здания и сооружения
Выстроено здание школы № 12 (дом № 8). В 1960-е на месте старых деревянных зданий были выстроены административные здания Объединения «Уралзолото» (д. 15) и «Уралэнергоцветмет» (д. 13). В 1965 году был сдан 5-этажный кирпичный дом в «хрущёвском» стиле. В конце 1970-х начинается масштабная реконструкция района, в ходе которой возведены жилые 9-этажные кирпичные дома № 17 (1978), 18 (1981), 22 (1983) и 24 (1985), а также огромный 9-12-этажный жилой дом № 12 (сдавался поэтапно в 1982—1983 годах, впоследствии названный горожанами «Дворянское гнездо») с магазинами «Бриллиант», «Детский мир» и «Дом Книги» (открыты в 1985). В 2000 году построен дом № 25 — Музыкальный лицей (Уральский музыкальный колледж). В западной части улицы находится музей купеческого быта Екатеринбурга (бывший особняк Агафуровых).

## Транспорт
Общественный транспорт по улице не ездит, за исключением периодов дорожных ремонтных работ по проспекту Ленина, не совершая на самой улице остановок. Ближайшая станция метрополитена — Площадь 1905 года.